# Puerta de Cerano
Puerta de Cerano är en ort i Mexiko.   Den ligger i kommunen Yuriria och delstaten Guanajuato, i den centrala delen av landet, 240 km väster om huvudstaden Mexico City. Puerta de Cerano ligger 1 822 meter över havet och antalet invånare är 146.
Terrängen runt Puerta de Cerano är kuperad. Runt Puerta de Cerano är det tätbefolkat, med 286 invånare per kvadratkilometer. Närmaste större samhälle är Uriangato, 12,6 km öster om Puerta de Cerano. I omgivningarna runt Puerta de Cerano växer huvudsakligen savannskog.